# Kommando Territoriale Aufgaben der Bundeswehr
Koordinaten: 52° 33′ 30″ N, 13° 19′ 18,7″ O
Das Kommando Territoriale Aufgaben der Bundeswehr (KdoTerrAufgBw) war gemäß dem Stationierungskonzept der Bundeswehr von 2011 in der Julius-Leber-Kaserne in Berlin-Wedding seit seiner Aufstellung am 24. Januar 2013 dafür verantwortlich, dass territoriale Aufgaben gebündelt und Fähigkeiten, die besonders geeignet für subsidiäre Einsätze im Rahmen der Katastrophenhilfe sind, bereitgehalten wurden.
Am 13. Juni 2022 gab das Bundesministerium der Verteidigung bekannt, dass die Aufgaben des KdoTerrAufgBw durch das neu aufzustellende Territoriale Führungskommando der Bundeswehr (TerrFüKdoBw) übernommen werden sollen. Mit der Aufstellung des neuen Kommandos am 26. September 2022 wurde das KdoTerrAufgBw aufgelöst.

## Aufgaben
Das KdoTerrAufgBw war der operative Arm für territoriale Einsätze der Streitkräfte im Inland. Herzstück des Kommandos war die Operationszentrale, die 365 Tage im Jahr rund um die Uhr einsatzbereit war und zu allen relevanten Dienststellen der zivil-militärischen Zusammenarbeit Verbindung hielt. Im Normalbetrieb wurden hier Meldungen über relevante territoriale Ereignisse, Wetter- und Umweltdaten gesammelt und ausgewertet, um ständig ein aktuelles bundesweites Lagebild zu haben. Forderten zivile Behörden zur Unterstützung die Bundeswehr an, wurden die Anträge auf Hilfeleistung, die von den betroffenen Landeskommandos koordiniert und vorgelegt wurden, hier final geprüft und bewertet. Damit konnten verfügbare militärische Kräfte schnell in Verbindung zu zivilen Organisationen vor Ort treten, um effektiv und schnell zu helfen.
Wesentliche Fähigkeitsträger für die Ausbildung von Streitkräften waren die Truppenübungsplätze der Bundeswehr (TrÜbPl). Das KdoTerrAufgBw sorgte in seiner Führungsfunktion dafür, dass die für eine optimale Vorbereitung erforderlichen Ausbildungseinrichtungen geschaffen, betrieben und weiterentwickelt wurden.
Besonderheit für Berlin als Bundeshauptstadt war die protokollarische Unterstützung durch das Wachbataillon beim Bundesministerium der Verteidigung (WachBtl BMVg) und die Pflege der Verbindungen zu Militärattachés befreundeter Staaten.

## Unterstellte Verbände und Einheiten
Das KdoTerrAufgBw hatte die Führung über folgende Kräfte inne:
- 16 Landeskommandos (LKdo)
  - Heimatschutzkräfte (HSchKr)
  - Sportfördergruppe der Bundeswehr (SpFördGrpBw)
- Multinational Civil-Military Cooperation Command (MN CIMIC Cmd) in Nienburg/Weser
- Truppenübungsplatzkommandanturen
- Wachbataillon beim Bundesministerium der Verteidigung (WachBtl BMVg), Berlin

Das KdoTerrAufgBw war neben dem Kommando Informationstechnik der Bundeswehr und dem Logistikkommando der Bundeswehr eines von drei neuen im Jahr 2013 aufgestellten Fähigkeitskommandos der SKB.

## Führung
| Nr. | Name                              | Beginn der Amtszeit | Ende der Amtszeit  |
| --- | --------------------------------- | ------------------- | ------------------ |
| 1.  | Generalmajor Hans-Werner Wiermann | 1. Januar 2013      | 23. Juli 2015      |
| 2.  | Generalmajor Jürgen Knappe        | 23. Juli 2015       | 10. Januar 2018    |
| 3.  | Generalleutnant Carsten Breuer    | 10. Januar 2018     | 26. September 2022 |

| Nr. | Name                           | Beginn der Amtszeit | Ende der Amtszeit  |
| --- | ------------------------------ | ------------------- | ------------------ |
| 1.  | Brigadegeneral Gerd Kropf      | 1. Januar 2013      | 1. April 2016      |
| 2.  | Brigadegeneral Jobst Schönfeld | 1. April 2016       | 22. September 2020 |
| 3.  | Brigadegeneral Andreas Henne   | 22. September 2020  | 26. September 2022 |

## General für Standortaufgaben Berlin
Das Kommando führte bis September 2020 durch den General für Standortaufgaben Berlin und durch die Abteilung für Standortaufgaben Berlin die territorialen Aufgaben des aufgelösten Standortkommandos Berlin weiter. Im Zuge der Aufstellung des Landeskommandos Berlin wurden der General für Standortaufgaben Berlin und die Abteilung für Standortaufgaben Berlin im September 2020 aufgelöst.
Der General für Standortaufgaben Berlin war ein Offizier im Dienstgrad Brigadegeneral. Dieser war zugleich Standortältester für den Standortbereich Berlin. Die Generäle waren:
| Nr. | Name                            | Beginn der Amtszeit | Ende der Amtszeit |
| --- | ------------------------------- | ------------------- | ----------------- |
| 1.  | Brigadegeneral Peter Braunstein | 1. Januar 2013      | 18. Februar 2015  |
| 2.  | Brigadegeneral Michael Matz     | 18. Februar 2015    | 31. Dezember 2016 |
| 3.  | Brigadegeneral Andreas Henne    | 1. Januar 2017      | 15. Oktober 2020  |

## Uniform und Abzeichen

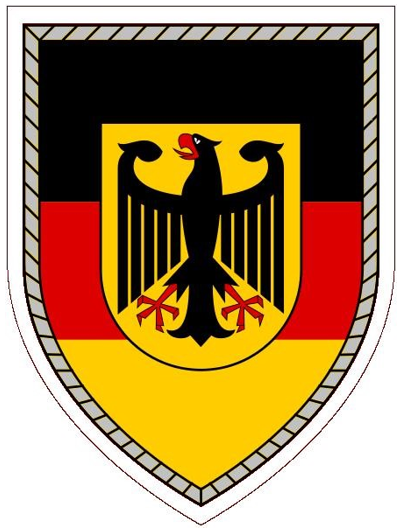
Verbandsabzeichen (seit Dezember 2013)

Die Heeresuniformträger innerhalb des Kommandobereichs des KdoTerrAufgBw trugen seit Dezember 2013 das neue Verbandsabzeichen (Ärmelabzeichen) des KdoTerrAufgBw. Das neue Verbandsabzeichen wurde durch den Bundespräsidenten als Änderung der Uniform genehmigt. Der Hintergrund des Wappens war weiß hinterlegt und mit einer silber-schwarz durchflochtenen Kordel umrandet. Der Bundesadler war auf einem goldenen Mittelschild schwarz-rot-gold hinterlegt. Das Verbandsabzeichen wurde vom TerrFüKdoBw übernommen.